# Xuân Phú, Đà Nẵng
Xuân Phú là một xã thuộc thành phố Đà Nẵng, Việt Nam.
Xã Xuân Phú có diện tích 19,75 km², dân số năm 2019 là 9.454 người, mật độ dân số đạt 479 người/km².

## Hành chính
Hiện nay xã Xuân Phú có 08 thôn:
- Thôn Mông Nghệ (Sáp nhập từ Thôn Mông Nghệ Đông và Thôn Mông Nghệ Bắc)
- Thôn Phương Nghệ (Sáp nhập từ Thôn Mông Nghệ Nam và Thôn Phương Nam)
- Thôn Mộc Bài (Sáp nhập từ Thôn Mộc Bài và Thôn Phú Trung)
- Thôn Đồng Tràm Tây
- Thôn Trà Đình 1
- Thôn Trà Đình 2
- Thôn Hương Quế Đông (Sáp nhập từ Thôn Hương Quế Đông và Thôn Hương Quế Trung)
- Thôn Hương Quế Nam (Sáp nhập từ Thôn Hương Quế Tây và Thôn Hương Quế Trung)